# Rosario Pi
Rosario Pi Brujas (Barcelona, 1899–Madrid, 1967), fue una actriz, guionista, productora, directora de cine y empresaria española que trabajó en España e Italia durante las décadas de 1930 y 1940. Está considerada una de las pioneras del cine español junto a Helena Cortesina, Margarita Alexandre y Ana Mariscal y se la consideró como la primera directora del cine sonoro español hasta el año 2020, cuando se descubrió en los archivos de la Filmoteca Española el filme Mallorca, de María Forteza, cuya fecha no se ha podido establecer con precisión.

## Biografía
Nació en Barcelona en 1899. En su infancia padeció una parálisis y, como secuela de esta enfermedad, sufrió una cojera que la obligó a usar calzado especial y un bastón durante el resto de su vida. Mujer emprendedora, en un principio abrió en la capital catalana un negocio de ropa interior femenina que no prosperó y acabó cerrando. Tras este fracaso comercial, decidió crear, con el apoyo económico del empresario mexicano Emilio Gutiérrez Bringas y el español Pedro Ladrón de Guevara, la Productora Star Films de la que figuraba como presidenta. Entre 1931 y 1935, Star Films produjo las tres primeras películas sonoras autóctonas de Edgar Neville, Benito Perojo y Fernando Delgado de Lara, directores con prestigio de la época.
Además de producir películas, Rosario Pi también trabajó como directora y guionista. Fue guionista del largometraje Doce hombres y una mujer (1934), basada en un argumento original del escritor Wenceslao Fernández Flórez. Y escribió la adaptación de la ópera El gato montés de Manuel Penella, que ella misma dirigió en 1935.  En ella retrató la vida gitana y destaca por incorporar algunos elementos propios del surrealismo y el arte vanguardista de la década de 1930. La película, por otro lado, ha sido considerada por algunos historiadores como predecesora estilística de películas como Abismos de pasión (1953) de Luis Buñuel.
En 1937 rodó Molinos de viento, protagonizada por María Mercader, estrenada en 1938 y producida por Internacional Films, de Barcelona. Su proyección fue censurada en la zona republicana por la afinidad de su directora con el bando sublevado. Pi huyó a París con Mercader tras el estallido de la Guerra Civil en España, consiguiendo varios papeles para la artista. Al recibir una oferta de la Fox, y tras desechar la oferta de trabajar en Hollywood, ambas se trasladaron a Italia donde empezaron a trabajar en los estudios Cinecittà en Roma y donde María conoció al director Vittorio de Sica, con quien se casó. 
Durante la posguerra, los tres regresaron a España, donde buscaron trabajo sin éxito.
Rosario Pi, aunque no abandonó nunca la idea de dirigir una nueva película, volvió al negocio de la moda y abrió un restaurante en Madrid, donde falleció en 1967.

## Carrera cinematográfica
Rosario Pi trabajó en una etapa de la cinematografía española nada fácil. A pesar de esto, logró rodar películas durante la Segunda República y la Guerra Civil. Después no le fue posible en su etapa italiana ni en la española, durante la posguerra y la dictadura franquista. En todo caso, siempre siguió trabajando en otros ámbitos profesionales.  
| Título                         | Año  | Tarea               |
| ------------------------------ | ---- | ------------------- |
| El hombre que se reía del amor | 1933 | Productora          |
| Doce hombres y una mujer       | 1934 | Guionista           |
| El gato montés                 | 1935 | Guionista/Directora |
| Molinos de viento              | 1938 | Directora           |